# همت آباد (مقاطعة دلفان)
همت‌آباد (بالفارسية: همت‌آباد) هي قرية تقع في قسم ميربغ الشمالي الريفي (مقاطعة دلفان) في إيران. يقدر عدد سكانها بـ 178 نسمة .